# Цабуна
Цабуна је насељено место у саставу општине Сухопоље у Вировитичко-подравској жупанији, Република Хрватска.

## Историја
До територијалне реорганизације у Хрватској налазила се у саставу старе општине Вировитица.

## Становништво
На попису становништва 2011. године, Цабуна је имала 787 становника.

## Попис 1991.
На попису становништва 1991. године, насељено место Цабуна је имало 698 становника, следећег националног састава:
| Попис 1991.‍  | Попис 1991.‍  | Попис 1991.‍ | Попис 1991.‍ | Попис 1991.‍ |
| ------------ | ------------ | ----------- | ----------- | ----------- |
|              |              |             |             |             |
| Хрвати       | Хрвати       |             | 467         | 66,90%      |
| Срби         | Срби         |             | 151         | 21,63%      |
| Југословени  | Југословени  |             | 34          | 4,87%       |
| Муслимани    | Муслимани    |             | 11          | 1,57%       |
| Македонци    | Македонци    |             | 4           | 0,57%       |
| Немци        | Немци        |             | 3           | 0,42%       |
| Албанци      | Албанци      |             | 2           | 0,28%       |
| Словенци     | Словенци     |             | 2           | 0,28%       |
| Грци         | Грци         |             | 1           | 0,14%       |
| Мађари       | Мађари       |             | 1           | 0,14%       |
| неопредељени | неопредељени |             | 6           | 0,85%       |
| непознато    | непознато    |             | 16          | 2,29%       |
| укупно: 698  |              |             |             |             |